# Беміджи
Беміджи (англ. Bemidji) — місто (англ. city) в США, адміністративний центр округу Белтремі штату Міннесота. Населення — 14 574 особи (2020).

## Географія
Беміджи розташований за координатами 47°28′52″ пн. ш. 94°52′55″ зх. д. / 47.48111° пн. ш. 94.88194° зх. д. (47.481099, -94.881996). За даними Бюро перепису населення США в 2010 році місто мало площу 36,61 км², з яких 33,46 км² — суходіл та 3,15 км² — водойми. В 2017 році площа становила 49,78 км², з яких 37,13 км² — суходіл та 12,65 км² — водойми.

### Клімат
| Клімат : Беміджи                            | Клімат : Беміджи | Клімат : Беміджи | Клімат : Беміджи | Клімат : Беміджи | Клімат : Беміджи | Клімат : Беміджи | Клімат : Беміджи | Клімат : Беміджи | Клімат : Беміджи | Клімат : Беміджи | Клімат : Беміджи | Клімат : Беміджи | Клімат : Беміджи |
| Показник                                    | Січ.             | Лют.             | Бер.             | Квіт.            | Трав.            | Черв.            | Лип.             | Серп.            | Вер.             | Жовт.            | Лист.            | Груд.            | Рік              |
| Абсолютний максимум, °C                     | 11,1             | 15,6             | 22,2             | 35,0             | 34,4             | 34,4             | 38,3             | 38,3             | 36,7             | 35,0             | 22,8             | 13,3             | 38,3             |
| Середній максимум, °C                       | −8,7             | −5,1             | 1,4              | 10,4             | 18,1             | 22,7             | 25,2             | 24,0             | 18,6             | 10,9             | 1,3              | −6,5             | 9,4              |
| Середня температура, °C                     | −14,5            | −11,6            | −4,3             | 3,9              | 11,7             | 17,0             | 19,6             | 18,2             | 12,8             | 5,5              | −3,3             | −11,4            | 3,7              |
| Середній мінімум, °C                        | −20,3            | −18              | −10,2            | −2,6             | 5,4              | 11,3             | 13,9             | 12,3             | 7,1              | 0,1              | −7,9             | −16,3            | −2               |
| Абсолютний мінімум, °C                      | −45,6            | −43,9            | −42,2            | −25              | −11,7            | −4,4             | 2,8              | −1,1             | −5,6             | −16,7            | −34,4            | −42,8            | −45,6            |
| Норма опадів, мм                            | 19               | 17               | 28               | 45               | 77               | 111              | 100              | 82               | 79               | 65               | 34               | 20               | 677              |
| ------------------------------------------- | ---------------- | ---------------- | ---------------- | ---------------- | ---------------- | ---------------- | ---------------- | ---------------- | ---------------- | ---------------- | ---------------- | ---------------- | ---------------- |
| Джерело: Climatography of the United States |                  |                  |                  |                  |                  |                  |                  |                  |                  |                  |                  |                  |                  |

## Демографія
Згідно з переписом 2010 року, у місті мешкала 13 431 особа в 5339 домогосподарствах у складі 2557 родин. Густота населення становила 367 осіб/км². Було 5748 помешкань (157/км²).
Расовий склад населення:
| - 81,3 % — білих - 11,3 % — корінних американців - 1,4 % — азіатів - 1,2 % — чорних або афроамериканців - 0,1 % — вихідців з тихоокеанських островів |

До двох чи більше рас належало 4,4 %. Частка іспаномовних становила 1,9 % від усіх жителів.
За віковим діапазоном населення розподілялося таким чином: 19,4 % — особи молодші 18 років, 65,8 % — особи у віці 18—64 років, 14,8 % — особи у віці 65 років та старші. Медіана віку мешканця становила 27,1 року. На 100 осіб жіночої статі у місті припадало 91,1 чоловіків; на 100 жінок у віці від 18 років та старших — 88,0 чоловіків також старших 18 років.
Середній дохід на одне домашнє господарство становив 47 059 доларів США (медіана — 35 610), а середній дохід на одну сім'ю — 61 432 долари (медіана — 47 958). Медіана доходів становила 36 149 доларів для чоловіків та 31 971 долар для жінок. За межею бідності перебувало 21,5 % осіб, у тому числі 18,8 % дітей у віці до 18 років та 12,1 % осіб у віці 65 років та старших.
Цивільне працевлаштоване населення становило 6715 осіб. Основні галузі зайнятості: освіта, охорона здоров'я та соціальна допомога — 34,1 %, роздрібна торгівля — 16,2 %, мистецтво, розваги та відпочинок — 13,0 %.

## Персоналії
- Джейн Расселл (1921—2011) — американська акторка.